# Équipe d'Afrique du Sud de football à la Coupe des confédérations 1997
L'équipe d'Afrique du Sud de football participe à sa 1re Coupe des confédérations lors de l'édition 1997 qui se tient en Arabie saoudite du 12 décembre au 21 décembre 1997. Elle se rend à la compétition en tant que vainqueur de la Coupe d'Afrique des nations 1996.

## Résultats

### Phase de groupe
|   | Équipe              | Pts | J | G | N | P | BP | BC | Diff |
| - | ------------------- | --- | - | - | - | - | -- | -- | ---- |
| 1 | Uruguay             | 9   | 3 | 3 | 0 | 0 | 8  | 4  | +4   |
| 2 | Tchéquie            | 4   | 3 | 1 | 1 | 1 | 9  | 5  | +4   |
| 3 | Émirats arabes unis | 3   | 3 | 1 | 0 | 2 | 2  | 8  | -6   |
| 4 | Afrique du Sud      | 1   | 3 | 0 | 1 | 2 | 5  | 7  | -2   |

| 13 décembre 1997 | Tchéquie            | 2 | 2 | Afrique du Sud |
| 15 décembre 1997 | Émirats arabes unis | 1 | 0 | Afrique du Sud |
| 17 décembre 1997 | Uruguay             | 4 | 3 | Afrique du Sud |

| 13 décembre 1997                  | Tchéquie        | 2 - 2 | Afrique du Sud               | Stade International Roi Fahd, Riyad              |                                                  |
| 20:00 · Historique des rencontres | Šmicer 19e, 40e |       | Augustine 39e · Mkhalele 86e | Spectateurs : 7 500 Arbitrage : Javier Castrilli | Spectateurs : 7 500 Arbitrage : Javier Castrilli |
| 20:00 · Historique des rencontres | (Rapport)       |       |                              | Spectateurs : 7 500 Arbitrage : Javier Castrilli | Spectateurs : 7 500 Arbitrage : Javier Castrilli |

| 15 décembre 1997                  | Émirats arabes unis | 1 - 0 | Afrique du Sud | Stade International Roi Fahd, Riyad          |                                              |
| 17:50 · Historique des rencontres | Mubarak 5e          |       |                | Spectateurs : 11 000 Arbitrage : René Ortube | Spectateurs : 11 000 Arbitrage : René Ortube |
| 17:50 · Historique des rencontres | (Rapport)           |       |                | Spectateurs : 11 000 Arbitrage : René Ortube | Spectateurs : 11 000 Arbitrage : René Ortube |

| 17 décembre 1997                  | Uruguay                                          | 4 - 3 | Afrique du Sud                          | Stade International Roi Fahd, Riyad            |                                                |
| 20:00 · Historique des rencontres | Dario Silva 12e, 66e · Recoba 42e · Callejas 90e |       | Radebe 11e · Mkhalele 69e · Ndlanya 77e | Spectateurs : 8 000 Arbitrage : Ramesh Ramdhan | Spectateurs : 8 000 Arbitrage : Ramesh Ramdhan |
| 20:00 · Historique des rencontres | (Rapport)                                        |       |                                         | Spectateurs : 8 000 Arbitrage : Ramesh Ramdhan | Spectateurs : 8 000 Arbitrage : Ramesh Ramdhan |

## Effectif
Sélectionneur :  Clive William Barker
| No. | Pos.      | Joueur            | Date de naissance et âge | Sélec. | Club               |
| --- | --------- | ----------------- | ------------------------ | ------ | ------------------ |
| 1   | Gardien   | Andre Arendse     | 27 juin 1967             |        | Fulham             |
| 2   | Défenseur | Sizwe Motaung     | 7 janvier 1970           |        | Kaizer Chiefs      |
| 3   | Défenseur | David Nyathi      | 2 mars 1969              |        | St. Gallen         |
| 4   | Défenseur | Willem Jackson    | 26 mars 1972             |        | Orlando Pirates    |
| 5   | Défenseur | Mark Fish         | 14 mars 1974             |        | Bolton Wanderers   |
| 6   | Milieu    | Phil Masinga      | 28 juin 1969             |        | Bari               |
| 7   | Milieu    | Clinton Larsen    | 17 février 1971          |        | Manning Rangers    |
| 8   | Milieu    | Dumisa Ngobe      | 5 mars 1973              |        | Orlando Pirates    |
| 9   | Attaquant | Neil Tovey        | 2 juillet 1962           |        | Kaizer Chiefs      |
| 10  | Attaquant | John Moshoeu      | 18 décembre 1965         |        | Kocaelispor        |
| 11  | Attaquant | Helman Mkhalele   | 20 octobre 1969          |        | Kayserispor        |
| 12  | Défenseur | Brendan Augustine | 26 octobre 1971          |        | LASK               |
| 13  | Défenseur | Pollen Ndlanya    | 22 mai 1970              |        | Bursaspor          |
| 14  | Milieu    | Mark Williams     | 11 août 1966             |        | Kaizer Chiefs      |
| 15  | Attaquant | Doctor Khumalo    | 26 juin 1967             |        | Kaizer Chiefs      |
| 16  | Gardien   | Brian Baloyi      | 10 mars 1974             |        | Kaizer Chiefs      |
| 17  | Milieu    | Jabulani Mnguni   | 9 décembre 1972          |        | Vaal Professionals |
| 18  | Attaquant | John Moeti        | 20 août 1966             |        | Orlando Pirates    |
| 19  | Défenseur | Lucas Radebe (c)  | 12 avril 1969            |        | Leeds United       |
| 20  | Défenseur | Eric Tinkler      | 30 juillet 1970          |        | Barnsley           |

## Navigation